# Poropterus
Poropterus är ett släkte av skalbaggar. Poropterus ingår i familjen vivlar.

## Dottertaxa tillPoropterus, i alfabetisk ordning[1]
- Poropterus abstersus
- Poropterus afflictus
- Poropterus alboscutellatus
- Poropterus angustatus
- Poropterus angustus
- Poropterus antiquus
- Poropterus approximatus
- Poropterus archaicus
- Poropterus astheniatus
- Poropterus basalis
- Poropterus basiliscus
- Poropterus basipennis
- Poropterus bengueticus
- Poropterus bisignatus
- Poropterus bituberculatus
- Poropterus bituberosus
- Poropterus bivittatus
- Poropterus carinicollis
- Poropterus cavernosus
- Poropterus cavirostris
- Poropterus chevrolati
- Poropterus communis
- Poropterus concretus
- Poropterus conifer
- Poropterus constrictifrons
- Poropterus convexus
- Poropterus corvus
- Poropterus crassicornis
- Poropterus crassipes
- Poropterus cribratus
- Poropterus cryptodermus
- Poropterus cucullatus
- Poropterus decapitatus
- Poropterus difficilis
- Poropterus echymis
- Poropterus ellipticus
- Poropterus excitiosus
- Poropterus fasciculatus
- Poropterus ferox
- Poropterus ferrugineus
- Poropterus flexuosus
- Poropterus foveatus
- Poropterus foveipennis
- Poropterus gemmifer
- Poropterus glanis
- Poropterus griseus
- Poropterus hariolus
- Poropterus harpagus
- Poropterus humeralis
- Poropterus idolus
- Poropterus impendens
- Poropterus innominatus
- Poropterus intermedius
- Poropterus inusitatus
- Poropterus irritus
- Poropterus jekeli
- Poropterus latipennis
- Poropterus lemur
- Poropterus lissorhinus
- Poropterus listroderus
- Poropterus longipes
- Poropterus lutulentus
- Poropterus magnus
- Poropterus mastoideus
- Poropterus melancholicus
- Poropterus mitratus
- Poropterus mollis
- Poropterus montanus
- Poropterus morbillosus
- Poropterus multicolor
- Poropterus musculus
- Poropterus nodosus
- Poropterus obesus
- Poropterus odiosus
- Poropterus oniscus
- Poropterus ordinarius
- Poropterus ornaticollis
- Poropterus orthodoxus
- Poropterus papillosus
- Poropterus parallelus
- Poropterus parryi
- Poropterus parvidens
- Poropterus pertinax
- Poropterus pervicax
- Poropterus pictus
- Poropterus platyderes
- Poropterus porrigineus
- Poropterus posterius
- Poropterus posticalis
- Poropterus prodigiosus
- Poropterus prodigus
- Poropterus punctipennis
- Poropterus python
- Poropterus rhyticephalus
- Poropterus rubeter
- Poropterus rubrovittatus
- Poropterus rubus
- Poropterus satyrus
- Poropterus sciureus
- Poropterus setipes
- Poropterus sharpi
- Poropterus simsoni
- Poropterus socius
- Poropterus solidus
- Poropterus sphacelatus
- Poropterus stenogaster
- Poropterus submaculatus
- Poropterus succisus
- Poropterus succosus
- Poropterus sulciventris
- Poropterus sylvicola
- Poropterus tetricus
- Poropterus trifoveiventris
- Poropterus tumulosus
- Poropterus undulatus
- Poropterus variabilis
- Poropterus varicosus
- Poropterus waterhousei
- Poropterus verres
- Poropterus westwoodi
- Poropterus vicarius